# Центральне Папуа
4° пд. ш. 136° сх. д. / 4° пд. ш. 136° сх. д.
Центральне Папуа - провінція в Індонезії, яка була відокремлена від провінції Папуа 2022-го року. Столиця - місто Вангар. 
Провінція заснована 30 червня 2022 року з колишніх восьми західних округів провінції Папуа. Провінція межує з індонезійськими провінціями Західне Папуа на заході, Папуа на півночі, а також Високогірне Папуа та Південне Папуа на сході. Призначена адміністративна столиця, Набіре, є другим за величиною містом у Центральному Папуа (після Тімікі), економічним центром провінції та резиденцією уряду провінції Центральне Папуа.
Населення провінції складає близько 1 409 000 осіб. Охоплення регіону Центрального Папуа приблизно відповідає традиційній території Мі-Паго, хоча він також займає невелику частину традиційної території Сайрері .